# ボックステンゴール

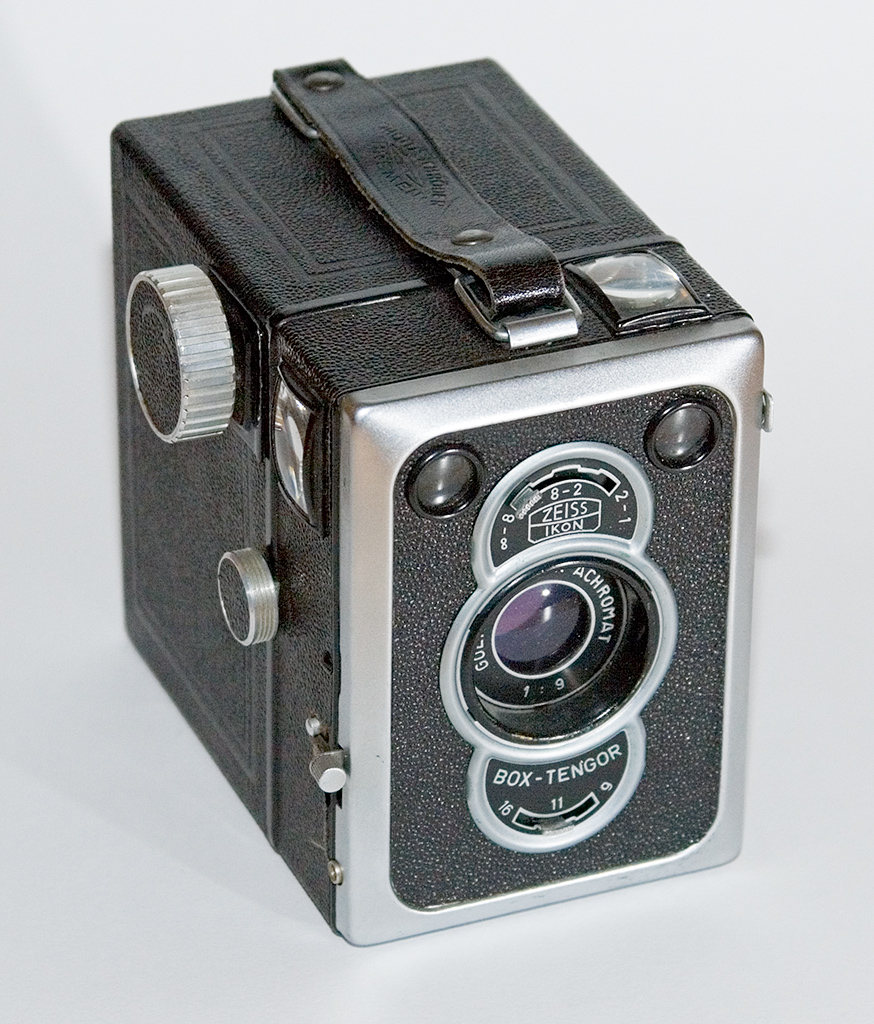
ボックステンゴール56/2

ボックステンゴール（Box Tengor ）は元々ゲルツのボックスカメラで、ゲルツがツァイス・イコンになって以降はツァイス・イコンの製品となった。
ボックスカメラと言うと何とか写るだけの安物、というイメージがある中で、精密なプレス部品を使った全金属製ボディーを採用し、本格的圧板により良好なフィルム平面性を実現し、ファインダーも明るく、人気が高かった。レンズもあまりのシャープさに「フロンターは非球面レンズなのではなかろうか」という伝説が生じた程に優秀なカメラであった。

## 年代による分類
- 原型 - ゲルツによる製造。把手は金属製ハンドルで、光軸に対して横向きにつく。シャッターは往復動作式で押上動作ではブレやすいので要注意である。シャッタースピードのIは1/25秒。後ろ蓋留め金がボディー上下にある。ファインダーは縦横位置用が隣り合わせにまとめられてついている。絞りはF11、F16、F22の3段切り替え。巻き上げはキーによる。116フィルム、120フィルムを使用する製品がある。
- 1927年型 - メーカー名がツァイス・イコンとなり、把手が革製に変更され、三脚取付穴が設置された。後ろ蓋留め金がボディー左に移された。
- 1929年型 - シャッターが一方向動作型となった。129フィルムを使用する製品が追加された。縦横のファインダーが左右に振り分けられた。シャッタースピードのI、T切り替えレバーがボディー左側に移された。絞りレバー後方にアタッチメントレンズが2枚内蔵され、無限遠-6m、2-6m、1-2mの3ゾーンとなった。
- 1932年型 - ファインダーが明るくなった。シャッターロック機構がついた。レンズ廻りに亀甲形の飾り板がついた。ピントが無限遠-3m、1-3mの2ゾーンとなった。絞りはF11とF22の2段切り替えとなった。この改良に伴い129フィルムを使用する製品は製造中止され、代わりに120フィルム使用の6×4.5cm判モデルが追加された。
- 1938年型 - 巻き上げが大きなノブになり、後ろ蓋ロック金具も丸形となった。シャッターレバーがボディー側面上部に移された。二重撮影防止機構が採用された。フィルムが高感度化していることに対応し赤窓にシャッターが搭載されている。120フィルム使用の6×9cm判のみとなった。
- 1950年型 - フラッシュシンクロ接点装備、レンズがコーティングされ、またF9と明るくなった。シャッタースピードのIは1/50秒。絞りはF9、F11、F16の3段切り替え。

## 使用フィルムによる分類

### 116フィルム使用カメラ
- ボックステンゴール54/15 - 6.5×11cm判。絞りはF11、F16、F22の3段階。ピントは無限遠-10m、10m-4m、4m-2mの3段階。1938年製造中止。

### 120フィルム使用カメラ
- ボックステンゴール（ゲルツ時代、1920年発売） - シャッターは1/25とB、レンズはゲルツのフロンター（Frontar ）絞りはF11、F18、F22の3段階を引出し式のレバーで切替え。ピントは固定。6×9cm判。
- ボックステンゴール54/2（1926年発売） - ゲルツがツァイス・イコンとなったが引き続き販売された。
- ボックステンゴール54/2（1928年発売） - 6×9cm判。絞りはF11、F18、F25の3段階。ピントは4mと1mの2段階。
- ボックステンゴール54/2（1934年発売） - 6×9cm判。絞りはF11、F16、F22の3段階。ピントは無限遠-8m、8m-2m、2m-1mの3段階。シャッターロックが装備された。
- ボックステンゴール54（1934年発売） - 6×4.5cm判。絞りはF11、F22の2段階。
- ボックステンゴール55/2（1939年発売） - 6×9cm判。小さなツマミで行っていたフィルム巻き上げがノブになった。二重露光防止機構を装備。
- ボックステンゴール56/2（1948年発売） - 6×9cm判。シャッターはフラッシュシンクロ機構を装備した。レンズはゲルツのフロンターF9に明るくなっている。絞りはF9、F11、F16の3段階。ピントは無限遠-8m、8m-2m、2m-1mの3段階。1956年まで販売された。

### 127フィルム使用カメラ
このシリーズは枠ファインダーを使用する。ファインダー枠をボディー内に収納するとシャッターロックが掛かる。フィルム通路に異なる径のローラーを4本設置し、巻き癖の強い127フィルムをうまくコントロールし優れたピントを得ている。ファインダーが枠であったり、前板に亀甲形の飾り板がついたのが1932年でなく1934年であるなど他のフィルムを使用するモデルとは相違が多い。
- ベビーボックス54/18（1931年発売） - 3×4cm判。レンズはゲルツのフロンター5cmF11。シャッターは1/25秒とB。ピントは無限遠-2mの固定焦点。
- ベビーボックス54/18(E)（1934年発売） - 3×4cm判。シャッターはセルフコッキングで1/25、1/50、1/100、T（またはZ）、B。レンズはトリプレットのノヴァー（Novar ）5cmF6.3。絞りはF6.3、F8、F11の3段階。前板に亀甲形の飾り板がついた。

### 129フィルム使用カメラ
- ボックステンゴール54/14（1929年発売） - 5×7.5cm判。1929年型への改良と同時に発売された。1934年に製造中止。